# Ildlandet

Ildlandet (spansk: Tierra del Fuego) er en øgruppe ud for det sydligste punkt af det sydamerikanske fastland, på den anden side af Magellanstrædet.
Øhavet består af hovedøen, Isla Grande de Tierra del Fuego, med et areal på 73.746 km2, samt adskillige mindre øer, herunder Kap Horn og Diego Ramírez-øerne. Den vestlige del af Tierra del Fuego-øhavet – omkring to tredjedele inklusive mange øer – tilhører Chile, mens den østlige del tilhører Argentina. Den sydligste del af øhavet, Kap Horn, ligger lige nord for breddegrad 56°S.
Ildlandet blev 1881 delt mellem Argentina og Chile. Den nordøstlige del Tierra del Fuego med 251.000 indbyggere (2006) udgør ca. 1/3 af øgruppens areal og tilhører Argentina, og den sydvestlige del Región de Magallanes y de la Antártica Chilena med ca. 151.000 indbyggere udgør ca. 2/3 af Ildlandet og tilhører Chile.
Det tidligst kendte menneskelige bosættelse i Tierra del Fuego dateres til omkring 8.000 f.v.t. Europæere udforskede første gang øerne under Ferdinand Magellans ekspedition i 1520. Navnet Tierra del Fuego ("Ildlandet") og lignende betegnelser stammer fra observationer af de mange bål, som øboerne tændte langs kysten – og muligvis også i deres kanoer – for varme og signalering.
Bosættelse af folk med europæisk oprindelse og fordrivelsen af de oprindelige befolkninger begyndte først i anden halvdel af 1800-tallet, på højdepunktet af Patagoniens fåreavlsboom og guldfeberen i området. I dag domineres den økonomiske aktivitet i den nordlige del af Tierra del Fuego af olieudvinding, mens turisme, fremstilling og logistik til Antarktis er vigtige i syd.

## Geografi
Den chilenske del er en fortsættelse af Andesbjergene og er bjergrigt med mange gletsjere. Højeste punkt er bjergkæden Cordillera Darwin, der med næsten 2.500 meter høje bjerge er den sydligste del af Andesbjergene.
Den argentinske del af øerne er et forholdsvis fladt lavland med steppe. Den største ø hedder Isla Grande. Dertil kommer mange mindre øer, blandt andet Isla Hornes hvor Sydamerikas sydligste punkt Kap Horn ligger.
De mest kendte byer er den argentinske Ushuaia og den chilenske Porvenir.

## Historie
Mellem 9800 f. kr. og 8280 f. kr. bosatte der sig for første gang jægergrupper fra det amerikanske fastland på øgruppen. Man antager, at ankomsten af disse Paläo-indianere skyldes, at der stadig var landfaste områder mellem fastlandet og øerne.
Ildlandet er navngivet af den portugisiske søfarer Ferdinand Magellan, der i oktober 1520 fra sit skib så lys fra bål på mange af øerne. Bålene var tændt af den indianske urbefolkning, som var jægere og samlere.

## Klima
Ildlandets klima er meget fugtigt, men der vokser en del skov på øerne. De ofte voldsomme storme har gennem tiderne fået sømændene til at frygte farvandene omkring Ildlandet.
Ildlandet ligger i den kølig-tempererede zone med et maritimt klima på den sydligste del. Det lokale klima er karateriseret af store ændringer. I den vestlige del måles der nedbørsmængder på op til 6.000 mm/år, mens der i den østlige del af øgruppen kun måles ca. 250 mm/år. Nedbørsforskellene bevirker, at der både er regnskov og stepper.
Temperaturen viser kun små årstidsændringer og ligger i Ushuaia på omkring de 5,6 °C. Ildlandets gennemsnitlige årstemperatur er 4,4 °C, og den årlige nedbørsmængde er på 575 millimeter. Det kan sammenlignes med, at nedbørsmængden på den nordlige halvkugle om sommeren i juli er 74 millimeter) og i februar 28 millimeter.